# Seznam dílů seriálu Máma
Toto je seznam dílů seriálu Máma. Situační komedie Máma měla premiéru 23. září 2013 v USA a 29. června 2015 v Česku. Seriál pochází z pera Chucka Lorre, Eddieho Gorodetskyho a Gemma Bakera. Děj sleduje Christy Plunkettovou (Anna Farisová), svobodnou matku, která bojuje s alkoholismem a drogami, se rozhodne restartovat svůj dosavadní život v Sonomě, Kalifornii, kde pracuje jako servírka a dochází na sezení Anonymních alkoholiků.
V únoru 2019 byla potvrzena sedmá a osmá řada.

## Přehled řad
| Řada | Díly | Premiéra v USA    | Premiéra v USA  | Premiéra v ČR     | Premiéra v ČR     |
| Řada | Díly | První díl         | Poslední díl    | První díl         | Poslední díl      |
| ---- | ---- | ----------------- | --------------- | ----------------- | ----------------- |
| 1    | 22   | 23. září 2013     | 14. dubna 2014  | 29. června 2015   | 29. července 2015 |
| 2    | 22   | 30. října 2014    | 30. dubna 2015  | 30. července 2015 | 28. srpna 2015    |
| 3    | 22   | 5. listopadu 2015 | 19. května 2016 | 29. května 2017   | 5. června 2017    |
| 4    | 22   | 27. října 2016    | 11. května 2017 | 27. června 2017   | 4. července 2017  |
| 5    | 22   | 2. listopadu 2017 | 10. května 2018 | 26. prosince 2018 | 5. ledna 2019     |
| 6    | 22   | 27. září 2018     | 9. května 2019  | 26. března 2020   | 2. dubna 2020     |
| 7    | 20   | 26. září 2019     | 16. dubna 2020  | 2. března 2021    | 8. března 2021    |
| 8    | 18   | 5. listopadu 2020 | 6. května 2021  | 8. ledna 2022     | 13. ledna 2022    |

## Seznam dílů

### První řada (2013–2014)
| Č. v seriálu | Č. v řadě | Název                                             | Český název                                     | Režie           | Scénář | Premiéra v USA     | Premiéra v ČR     |
| ------------ | --------- | ------------------------------------------------- | ----------------------------------------------- | --------------- | --- | ------------------ | ----------------- |
| 1            | 1         | Pilot                                             | Matka za všechny prachy                         | Pamela Fryman   | Chuck Lorre, Eddie Gorodetsky a Gemma Baker                                                               | 23. září 2013      | 29. června 2015   |
| 2            | 2         | A Pee Stick and an Asian Raccoon                  | Těhotenský test a asijský mýval                 | Gary Halvorson  | námět: Nick Bakay a Gemma Baker scénář: Chuck Lorre a Eddie Gorodetsky                                    | 30. září 2013      | 30. června 2015   |
| 3            | 3         | A Small Nervous Meltdown and a Misplaced Fork     | Menší zhroucení a nevhodně umístěná vidlička    | Gary Halvorson  | námět: Chuck Lorre a Eddie Gorodetsky scénář: Nick Bakay a Gemma Baker                                    | 7. října 2013      | 1. července 2015  |
| 4            | 4         | Loathing and Tube Socks                           | Strašný den                                     | Jeff Greenstein | námět: Eddie Gorodetsky a Gemma Baker scénář: Chuck Lorre a Nick Bakay                                    | 14. října 2013     | 2. července 2015  |
| 5            | 5         | Six Thousand Bootleg T-Shirts and a Prada Handbag | Šest tisíc padělaných triček a kabelka od Prady | James Widdoes   | námět: Chuck Lorre a Nick Bakay scénář: Eddie Gorodetsky a Gemma Baker                                    | 21. října 2013     | 3. července 2015  |
| 6            | 6         | Abstinence and Pudding                            | Půjdeme na to pomalu                            | Jeff Greenstein | námět: Nick Bakay a Gemma Baker scénář: Chuck Lorre a Eddie Gorodetsky                                    | 28. října 2013     | 7. července 2015  |
| 7            | 7         | Estrogen and a Hearty Breakfast                   | Estrogen a vydatná snídaně                      | James Widdoes   | námět: Eddie Gorodetsky a Gemma Baker scénář: Chuck Lorre, Nick Bakay a Alissa Neubauer                   | 4. listopadu 2013  | 8. července 2015  |
| 8            | 8         | Big Sur and Strawberry Lube                       | Výlet na pobřeží a jahodový lubrikant           | Jeff Greenstein | námět: Chuck Lorre, Eddie Gorodetsky a Alissa Neubauer scénář: Nick Bakay, Gemma Baker a Christine Zander | 11. listopadu 2013 | 9. července 2015  |
| 9            | 9         | Zombies and Cobb Salad                            | Zombie a Cobbův salát                           | Betsy Thomas    | námět: Nick Bakay, Christine Zander a Alissa Neubauer scénář: Chuck Lorre, Eddie Gorodetsky a Gemma Baker | 18. listopadu 2013 | 10. července 2015 |
| 10           | 10        | Belgian Waffles and Bathroom Privileges           | Belgické vafle a koupelna                       | Jeff Greenstein | námět: Chuck Lorre, Christine Zander a Alissa Neubauer scénář: Eddie Gorodetsky, Nick Bakay a Gemma Bake  | 25. listopadu 2013 | 13. července 2015 |
| 11           | 11        | Cotton Candy and Blended Fish                     | Péče, pečení a pečlivost                        | Jeff Greenstein | námět: Chuck Lorre, Gemma Baker a Alissa Neubauer scénář: Eddie Gorodetsky a Nick Bakay                   | 2. prosince 2013   | 14. července 2015 |
| 12           | 12        | Corned Beef and Handcuffs                         | Hovězí z konzervy a pouta                       | Jon Cryer       | námět: Eddie Gorodetsky, Gemma Baker a Christine Zander scénář: Chuck Lorre, Nick Bakay a Alissa Neubauer | 16. prosince 2013  | 15. července 2015 |
| 13           | 13        | Hot Soup and Shingles                             | Horká polévka a střešní tašky                   | Anthony Rich    | námět: Chuck Lorre a Hayley Mortison scénář: Eddie Gorodetsky a Nick Bakay                                | 13. ledna 2014     | 16. července 2015 |
| 14           | 14        | Leather Cribs and Medieval Rack                   | Kožená postýlka a středověký skřipec            | Ted Wass        | námět: Eddie Gorodetsky, Alissa Neubauer a Sheldon Bull scénář: Chuck Lorre, Nick Bakay a Gemma Baker     | 20. ledna 2014     | 17. července 2015 |
| 15           | 15        | Fireballs and Bullet Holes                        | Práskací bonbóny a díry po kulkách              | Ted Wass        | námět: Chuck Lorre a Nick Bakay scénář: Eddie Gorodetsky, Alissa Neubauer a Marco Pennette                | 27. ledna 2014     | 20. července 2015 |
| 16           | 16        | Nietzsche and a Beer Run                          | Nietzsche a jízda na pivo                       | Ted Wass        | námět: Chuck Lorre scénář: Eddie Gorodetsky, Nick Bakay a Gemma Baker                                     | 3. února 2014      | 21. července 2015 |
| 17           | 17        | Jail, Jail and Japanese Porn                      | Echtovní kriminál a japonské porno              | James Widdoes   | námět: Chuck Lorre a Eddie Gorodetsky scénář: Nick Bakay, Alissa Neubauer a Marco Pennette                | 24. února 2014     | 22. července 2015 |
| 18           | 18        | Sonograms and Tube Tops                           | Sonogramy a top bez ramínek                     | Jeff Greenstein | námět: Nick Bakay, Gemma Baker a Sheldon Bull scénář: Chuck Lorre, Eddie Gorodetsky a Marco Pennette      | 3. března 2014     | 23. července 2015 |
| 19           | 19        | Toilet Wine and the Earl of Sandwich              | Toaletní víno a hrabě Sendvič                   | Jeff Greenstein | námět: Chuck Lorre scénář: Gemma Baker a Alissa Neubauer                                                  | 17. března 2014    | 24. července 2015 |
| 20           | 20        | Clumsy Monkeys and a Tilted Uterus                | Adoptivní rodiče                                | Jeff Greenstein | námět: Chuck Lorre a Gemma Baker scénář: Alissa Neubauer a Marco Pennette                                 | 24. března 2014    | 27. července 2015 |
| 21           | 21        | Broken Dreams and Blocked Arteries                | Ztracené sny a ucpané artérie                   | James Widdoes   | námět: Nick Bakay a Marco Pennette scénář: Chuck Lorre a Eddie Gorodetsky                                 | 31. března 2014    | 28. července 2015 |
| 22           | 22        | Smokey Taylor and a Deathbed Confession           | Adopce                                          | Jeff Greenstein | námět: Gemma Baker a Marco Pennette scénář: Chuck Lorre a Alissa Neubauer                                 | 14. dubna 2014     | 29. července 2015 |

### Druhá řada (2014–2015)
| Č. v seriálu | Č. v řadě | Název                                     | Český název                           | Režie           | Scénář | Premiéra v USA     | Premiéra v ČR     |
| ------------ | --------- | ----------------------------------------- | ------------------------------------- | --------------- | --- | ------------------ | ----------------- |
| 23           | 1         | Hepatitis and Lemon Zest                  | Hepatitida a citronová kůra           | Ted Wass        | námět: Chuck Lorre a Eddie Gorodetsky scénář: Nick Bakay, Gemma Baker a Marco Pennette                             | 30. října 2014     | 30. července 2015 |
| 24           | 2         | Figgy Pudding and the Rapture             | Fíkový pudink a únos                  | Ted Wass        | námět: Chuck Lorre a Susan McMartin scénář: Alissa Neubauer, Sheldon Bull a Adam Chase                             | 6. listopadu 2014  | 31. července 2015 |
| 25           | 3         | Chicken Nuggets and a Triple Homicide     | Kuřecí nugety a trojnásobná vražda    | Ted Wass        | námět: Chuck Lorre a Mike Binder scénář: Eddie Gorodetsky, Alissa Neubauer a Adam Chase                            | 13. listopadu 2014 | 3. srpna 2015     |
| 26           | 4         | Forged Resumes and the Recommended Dosage | Falešné životopisy a doporučená dávka | Ted Wass        | námět: Lorre a Nick Bakay scénář: Gemma Baker, Sheldon Bull a Marco Pennette                                       | 20. listopadu 2014 | 4. srpna 2015     |
| 27           | 5         | Kimchi and a Monkey Playing Harmonica     | Kimči a opičí harmonikář              | Ted Wass        | námět: Chuck Lorre a Eddie Gorodetsky scénář: Susan McMartin, Sheldon Bull a Marco Pennette                        | 27. listopadu 2014 | 5. srpna 2015     |
| 28           | 6         | Crazy Eyes and a Wet Brad Pitt            | Šílený výraz a mokrý Brad Pitt        | Ted Wass        | námět: Gemma Baker, Alissa Neubauer a Adam Chase scénář: Chuck Lorre a Nick Bakay                                  | 4. prosince 2014   | 6. srpna 2015     |
| 29           | 7         | Soapy Eyes and a Clean Slate              | Mýdlo v očích a čistý štít            | Ted Wass        | námět: Chuck Lorre a Alissa Neubauer scénář: Gemma Baker, Marco Pennette a Adam Chase                              | 11. prosince 2014  | 7. srpna 2015     |
| 30           | 8         | Free Therapy and a Dead Lady's Yard Sale  | Terapie zdarma a bazar mrtvé dámy     | Ted Wass        | námět: Chuck Lorre a Susan McMartin scénář: Gemma Baker, Marco Pennette a Adam Chase                               | 18. prosince 2014  | 10. srpna 2015    |
| 31           | 9         | Godzilla and a Sprig of Mint              | Godzilla a snítka máty                | Ted Wass        | námět: Chuck Lorre a Nick Bakay scénář: Eddie Gorodetsky, Alissa Neubauer a Sheldon Bull                           | 8. ledna 2015      | 11. srpna 2015    |
| 32           | 10        | Nudes and a Six Day Cleanse               | Naostro a šestidenní očista           | Jeff Greenstein | námět: Alissa Neubauer, Sheldon Bull a Susan McMartin scénář: Marco Pennette, Adam Chase a Gemma Baker             | 15. ledna 2015     | 12. srpna 2015    |
| 33           | 11        | Three Smiles and an Unpainted Ceiling     | Tři úsměvy a nevymalovaný strop       | Anthony Rich    | námět: Chuck Lorre a Eddie Gorodetsky scénář: Chuck Lorre, Eddie Gorodetsky a Nick Bakay                           | 22. ledna 2015     | 13. srpna 2015    |
| 34           | 12        | Kitty Litter and a Class A Felony         | Písek pro kočky a krádež mrtvoly      | Jeff Greenstein | námět: Chuck Lorre, Eddie Gorodetsky a Marco Pennette scénář: Gemma Baker, Adam Chase a Susan McMartin             | 29. ledna 2015     | 14. srpna 2015    |
| 35           | 13        | Cheeseburger Salad and Jazz               | Cheeseburger se salátem a jazz        | Ted Wass        | námět: Chuck Lorre a Eddie Gorodetsky scénář: Nick Bakay, Alissa Neubauer a Sheldon Bull                           | 5. února 2015      | 17. srpna 2015    |
| 36           | 14        | Benito Poppins and a Warm Pumpkin         | Benito Poppins a teplá dýně           | Ted Wass        | námět: Nick Bakay a Britté Anchor scénář: Chuck Lorre, Alissa Neubauer a Susan McMartin                            | 12. února 2015     | 18. srpna 2015    |
| 37           | 15        | Turkey Meatballs and a Getaway Car        | Krocaní kuličky a vyloupená banka     | Ted Wass        | námět: Eddie Gorodetsky, Marco Pennette a Susan McMartin scénář: Chuck Lorre, Nick Bakay, Gemma Baker a Adam Chase | 26. února 2015     | 19. srpna 2015    |
| 38           | 16        | Dirty Money and a Woman Named Mike        | Hříšné peníze a žena jménem Mike      | Ted Wass        | námět: Chuck Lorre a Sheldon Bull scénář: Nick Bakay a Alissa Neubauer                                             | 5. března 2015     | 20. srpna 2015    |
| 39           | 17        | A Commemorative Coin and a Misshapen Head | Pamětní mince a deformovaná hlava     | Anthony Rich    | námět: Chuck Lorre a Susan McMartin scénář: Sheldon Bull a Adam Chase                                              | 12. března 2015    | 21. srpna 2015    |
| 40           | 18        | Dropped Soap and a Big Guy on a Throne    | Upuštěné mýdlo a chlapák na trůně     | Anthony Rich    | námět: Chuck Lorre a Gemma Baker scénář: Eddie Gorodetsky, Nick Bakay a Susan McMartin                             | 2. dubna 2015      | 24. srpna 2015    |
| 41           | 19        | Mashed Potatoes and a Little Nitrous      | Štouchané brambory a rajský plyn      | James Widdoes   | námět: Chuck Lorre a Marco Pennette scénář: Gemma Baker, Sheldon Bull a Susan McMartin                             | 9. dubna 2015      | 25. srpna 2015    |
| 42           | 20        | Sick Popes and a Red Ferrari              | Chabrus papež a červené ferrari       | James Widdoes   | námět: Alissa Neubauer a Adam Chase scénář: Chuck Lorre, Eddie Gorodetsky a Nick Bakay                             | 16. dubna 2015     | 26. srpna 2015    |
| 43           | 21        | Patient Zero and the Chocolate Fountain   | Bacilonosič a čokoládová fontána      | James Widdoes   | námět: Chuck Lorre, Eddie Gorodetsky, Nick Bakay a Marco Pennette scénář: Adam Chase, Gemma Baker a Susan McMartin | 23. dubna 2015     | 27. srpna 2015    |
| 44           | 22        | Fun Girl Stuff and Eternal Salvation      | Holčičí zábava a věčná spása          | James Widdoes   | námět: Alissa Neubauer a Sheldon Bull scénář: Chuck Lorre a Warren Bell                                            | 30. dubna 2015     | 28. srpna 2015    |

### Třetí řada (2015–2016)
| Č. v seriálu | Č. v řadě | Název                                       | Český název                                 | Režie         | Scénář | Premiéra v USA     | Premiéra v ČR   |
| ------------ | --------- | ------------------------------------------- | ------------------------------------------- | ------------- | --- | ------------------ | --------------- |
| 45           | 1         | Terrorists and Gingerbread                  | Setkání s matkou                            | James Widdoes | námět: Chuck Lorre a Marco Pennette scénář: Gemma Baker, Adam Chase a Anne Flett-Giordano                                    | 5. listopadu 2015  | 29. května 2017 |
| 46           | 2         | Thigh Gap and a Rack of Lamb                | Mezera mezi stehny a jehněčí                | James Widdoes | námět: Chuck Lorre a Marco Pennette scénář: Gemma Baker, Adam Chase a Anne Flett-Giordano                                    | 12. listopadu 2015 | 29. května 2017 |
| 47           | 3         | Mozzarella Sticks and a Gay Piano Bar       | Mozzarella a lesbický piano bar             | James Widdoes | námět: Chuck Lorre, Nick Bakay a Marco Pennette scénář: Gemma Baker, Sheldon Bull a Adam Chase                               | 19. listopadu 2015 | 30. května 2017 |
| 48           | 4         | Sawdust and Brisket                         | Prach a hovězí                              | James Widdoes | námět: Chuck Lorre a Nick Bakay scénář: Sheldon Bull, Susan McMartin a Sam Miller                                            | 26. listopadu 2015 | 30. května 2017 |
| 49           | 5         | A Pirate, Three Frogs and a Prince          | Pirát, tři žáby a princ                     | James Widdoes | námět: Chuck Lorre a Warren Bell scénář: Eddie Gorodetsky, Alissa Neubauer a Michael Borkow                                  | 10. prosince 2015  | 30. května 2017 |
| 50           | 6         | Horny-Goggles and a Catered Intervention    | Nadržené brýle a intervence s obsluhou      | James Widdoes | námět: Susan McMartin scénář: Chuck Lorre, Nick Bakay a Sheldon Bull                                                         | 17. prosince 2015  | 31. května 2017 |
| 51           | 7         | Kreplach and a Tiny Tush                    | Večeře po židovsku a nečekaná pochvala      | Anthony Rich  | námět: Eddie Gorodetsky, Adam Chase a Warren Bell scénář: Chuck Lorre, Marco Pennette a Alissa Neubauer                      | 7. ledna 2016      | 31. května 2017 |
| 52           | 8         | Snickerdoodle and a Nip Slip                | Pusinka a bradavková lepítka                | James Widdoes | námět: Chuck Lorre a Warren Bell scénář: Eddie Gorodetsky a Alissa Neubauer                                                  | 14. ledna 2016     | 31. května 2017 |
| 53           | 9         | My Little Pony and a Demerol Drip           | Můj malý Pony a kapka Demerolu              | James Widdoes | námět: Chuck Lorre, Nick Bakay a Sheldon Bull scénář: Gemma Baker, Marco Pennette a Adam Chase                               | 21. ledna 2016     | 1. června 2017  |
| 54           | 10        | Quaaludes and Crackerjack                   | Sedativa a šikulka                          | James Widdoes | námět: Chuck Lorre, Sheldon Bull a Susan McMartin scénář: Nick Bakay a Warren Bull                                           | 4. února 2016      | 1. června 2017  |
| 55           | 11        | Cinderella and a Drunk MacGyver             | Popelka a MacGyver pod obraz                | James Widdoes | námět: Chuck Lorre, Eddie Gorodetsky a Nick Bakay scénář: Alissa Neubauer, Warren Bell a Susan McMartin                      | 11. února 2016     | 1. června 2017  |
| 56           | 12        | Diabetic Lesbians and a Blushing Bride      | Nesladit a nefetovat                        | James Widdoes | námět: Chuck Lorre, Marco Pennette, Adam Chase a Anne Flett-Giordano scénář: Eddie Gorodetsky, Gemma Baker a Alissa Neubauer | 18. února 2016     | 2. června 2017  |
| 57           | 13        | Sticky Hands and a Walk on the Wild Side    | Ulepený ruce a velkej odvaz                 | James Widdoes | námět: Chuck Lorre, Eddie Gorodetsky a Susan McMartin scénář: Nick Bakay, Warren Bell a Anne Flett-Giordano                  | 25. února 2016     | 2. června 2017  |
| 58           | 14        | Death, Death, Death and a Bucket of Chicken | Smrt, smrt, smrt a kyblík kuřete            | James Widdoes | námět: Chuck Lorre, Warren Bell a Anne Flett-Giordano scénář: Gemma Baker a Alissa Neubauer                                  | 3. března 2016     | 2. června 2017  |
| 59           | 15        | Nazi Zombies and a Two-Hundred Pound Baby   | Náckovský zombíci a devadesátikilový mimino | James Widdoes | námět: Chuck Lorre a Susan McMartin scénář: Adam Chase a Anne Flett-Giordano                                                 | 10. března 2016    | 3. června 2017  |
| 60           | 16        | Cornflakes and the Hair of Three Men        | Kukuřičný lupínky a osrstění pro tři chlapy | James Widdoes | námět: Chuck Lorre a Britté Anchor scénář: Marco Pennette a Susan McMartin                                                   | 7. dubna 2016      | 3. června 2017  |
| 61           | 17        | Caperberries and a Glass Eye                | Kapary a skleněné oko                       | Anthony Rich  | námět: Chuck Lorre a Eddie Gorodetsky scénář: Sheldon Bull a Warren Bell                                                     | 14. dubna 2016     | 3. června 2017  |
| 62           | 18        | Beast Mode and Old People Kissing           | Zvíře a líbání staříků                      | James Widdoes | námět: Chuck Lorre a Nick Bakay scénář: Gemma Baker, Adam Chase a Warren Bell                                                | 21. dubna 2016     | 4. června 2017  |
| 63           | 19        | A Catheter and a Dipsy-Doodle               | Vycévkování a klička                        | James Widdoes | námět: Chuck Lorre, Alissa Neubauer a Sheldon Bull scénář: Nick Bakay, Marco Pennette, Anne Flett-Giordano a Susan McMartin  | 28. dubna 2016     | 4. června 2017  |
| 64           | 20        | Pure Evil and a Free Piece of Cheesecake    | Samo zlo a cheesecake zdarma                | James Widdoes | námět: Chuck Lorre, Gemma Baker a Warren Bell scénář: Britté Anchor                                                          | 5. května 2016     | 4. června 2017  |
| 65           | 21        | Mahjong Sally and the Ecstasy               | Návrat Violet                               | James Widdoes | námět: Chuck Lorre, Eddie Gorodetsky a Warren Bell scénář: Alissa Neubauer a Susan McMartin                                  | 12. května 2016    | 5. června 2017  |
| 66           | 22        | Atticus Finch and the Downtrodden           | Zabitý ptáček a utlačovaní                  | James Widdoes | námět: Chuck Lorre, Nick Bakay a Sheldon Bull scénář: Gemma Baker, Adam Chase a Anne Flett-Giordano                          | 19. května 2016    | 5. června 2017  |

### Čtvrtá řada (2016–2017)
| Č. v seriálu | Č. v řadě | Název                                       | Český název                           | Režie         | Scénář | Premiéra v USA     | Premiéra v ČR    |
| ------------ | --------- | ------------------------------------------- | ------------------------------------- | ------------- | --- | ------------------ | ---------------- |
| 67           | 1         | High-tops and Brown Jacket                  | Láska je láska                        | James Widdoes | námět: Chuck Lorre a Gemma Baker scénář: Marco Pennette, Adam Chase a Susan McMartin                            | 27. října 2016     | 27. června 2017  |
| 68           | 2         | Sword Fights and a Dominican Shortstop      | Šermířské duely a baseballista        | James Widdoes | námět: Chuck Lorre scénář: Gemma Baker, Warren Bell a Sheldon Bull                                              | 3. listopadu 2016  | 28. června 2017  |
| 69           | 3         | Sparkling Water and Ba-dinkers              | Joint před sexem                      | James Widdoes | námět: Chuck Lorre, Eddie Gorodetsky a Nick Bakay scénář: Alissa Neubauer, Anne Flett-Giordano a Britté Anchor  | 10. listopadu 2016 | 28. června 2017  |
| 70           | 4         | Curious George and the Big Red Nightmare    | Roscoe kouří trávu                    | James Widdoes | námět: Chuck Lorre scénář: Sheldon Bull, Adam Chase a Warren Bell                                               | 17. listopadu 2016 | 28. června 2017  |
| 71           | 5         | Blow and a Free McMuffin                    | Návrat ztracené dcery                 | James Widdoes | námět: Chuck Lorre, Susan McMartin a Anne Flett-Giordano scénář: Nick Bakay a Warren Bell                       | 24. listopadu 2016 | 29. června 2017  |
| 72           | 6         | Xanax and a Baby Duck                       | Xanax a kachňátko                     | Jon Cryer     | námět: Chuck Lorre, Warren Bell a Sheldon Bull scénář: Eddie Gorodetsky a Gemma Baker                           | 1. prosince 2016   | 29. června 2017  |
| 73           | 7         | Cornbread and a Cashmere Onesie             | Celozrnný chleba a kašmírové dupačky  | James Widdoes | námět: Chuck Lorre a Gemma Baker scénář: Eddie Gorodetsky, Marco Pennette a Susan McMartin                      | 8. prosince 2016   | 29. června 2017  |
| 74           | 8         | Freckled Bananas and a Little Schwinn       | Prošlé banány a prdítko               | James Widdoes | námět: Chuck Lorre, Susan McMartin a Anne Flett-Giordano scénář: Nick Bakay, Alissa Neubauer a Britté Anchor    | 15. prosince 2016  | 30. června 2017  |
| 75           | 9         | Bad Hand and British Royalty                | Zlobivá ruka a královský původ        | James Widdoes | námět: Chuck Lorre, Nick Bakay a Warren Bell scénář: Susan McMartin, Adam Chase a Anne Flett-Giordano           | 5. ledna 2017      | 30. června 2017  |
| 76           | 10        | A Safe Word and a Rib Eye                   | Volá čáp                              | Anthony Rich  | námět: Chuck Lorre a Alissa Neubauer scénář: Eddie Gorodetsky, Gemma Baker a Marco Pennette                     | 12. ledna 2017     | 30. června 2017  |
| 77           | 11        | Good Karma and the Big Weird                | Láska ve stáji                        | James Widdoes | námět: Chuck Lorre, Alissa Neubauer a Susan McMartin scénář: Nick Bakay, Sheldon Bull, Adam Chase a Warren Bell | 19. ledna 2017     | 1. července 2017 |
| 78           | 12        | Wind Chimes and a Bottomless Pit of Sadness | Zvonkohra a bezedná studna zoufalství | James Widdoes | námět: Gemma Baker a Sheldon Bull scénář: Adam Chase, Alissa Neubauer a Britté Anchor                           | 2. února 2017      | 1. července 2017 |
| 79           | 13        | A Bouncy Castle and an Aneurysm             | Skákací hrad a aneurysma              | James Widdoes | námět: Gemma Baker scénář: Eddie Gorodetsky a Marco Pennette                                                    | 9. února 2017      | 1. července 2017 |
| 80           | 14        | Roast Chicken and a Funny Story             | Pečené kuře a vtipná historka         | James Widdoes | námět: Nick Bakay, Marco Pennette a Adam Chase scénář: Alissa Neubauer, Susan McMartin a Anne Flett-Giordano    | 16. února 2017     | 2. července 2017 |
| 81           | 15        | Night Swimmin' and an English Muffin        | Noční plavání a anglický muffin       | James Widdoes | námět: Eddie Gorodetsky a Gemma Baker scénář: Chuck Lorre, Warren Bell a Sheldon Bull                           | 23. února 2017     | 2. července 2017 |
| 82           | 16        | Martinis and a Sponge Bath                  | Martini a mytí houbou                 | James Widdoes | námět: Nick Bakay, Susan McMartin a Sheldon Bull scénář: Alissa Neubauer, Warren Bell a Adam Chase              | 9. března 2017     | 2. července 2017 |
| 83           | 17        | Black Mold and an Old Hot Dog               | Bahno a starý hot dog                 | Anthony Rich  | námět: Warren Bell a Sheldon Bull scénář: Gemma Baker, Anne Flett-Giordano a Britté Anchor                      | 30. března 2017    | 3. července 2017 |
| 84           | 18        | Tush Push and Some Radishes                 | Vyšťouchnutí zadkem a ředkvičky       | James Widdoes | námět: Marco Pennette a Susan McMartin scénář: Eddie Gorodetsky a Nick Bakay                                    | 6. dubna 2017      | 3. července 2017 |
| 85           | 19        | Tantric Sex and the Sprouted Flute          | Tantrický sex a naklíčená flétna      | James Widdoes | námět: Eddie Gorodetsky, Nick Bakay a Gemma Baker scénář: Chuck Lorre, Sheldon Bull a Britté Anchor             | 13. dubna 2017     | 3. července 2017 |
| 86           | 20        | A Cricket and a Hedge Made of Gold          | Cvrček a zlatý plot                   | James Widdoes | námět: Gemma Baker, Susan McMartin a Adam Chase scénář: Marco Pennette, Alissa Neubauer a Anne Flett-Giordano   | 27. dubna 2017     | 4. července 2017 |
| 87           | 21        | A Few Thongs and a Hawaiian Funeral         | Tanga a pohřeb na Havaji              | James Widdoes | námět: Gemma Baker a Marco Pennette scénář: Alissa Neubauer, Adam Chase a Anne Flett-Giordano                   | 4. května 2017     | 4. července 2017 |
| 88           | 22        | Lockjaw and a Liquid Diet                   | Vykloubená čelist a tekutá dieta      | James Widdoes | námět: Susan McMartin a Sheldon Bull scénář: Eddie Gorodetsky a Nick Bakay                                      | 11. května 2017    | 4. července 2017 |

### Pátá řada (2017–2018)
| Č. v seriálu | Č. v řadě | Název                                       | Český název                              | Režie         | Scénář | Premiéra v USA     | Premiéra v ČR     |
| ------------ | --------- | ------------------------------------------- | ---------------------------------------- | ------------- | --- | ------------------ | ----------------- |
| 89           | 1         | Twinkle Lights and Grandma Shoes            | Intimní osvětlení a důchodky             | James Widdoes | námět: Nick Bakay a Gemma Baker scénář: Adam Chase, Marco Pennette a Anne Flett-Giordano                     | 2. listopadu 2017  | 26. prosince 2018 |
| 90           | 2         | Fish Town and Too Many Thank You's          | Ryby v rauši a příliš mnoho díků         | James Widdoes | námět: Eddie Gorodetsky a Susan McMartin scénář: Alissa Neubauer, Sheldon Bull a Britté Anchor               | 9. listopadu 2017  | 26. prosince 2018 |
| 91           | 3         | A Seafaring Ancestor and a Bloomin' Onion   | Dědeček námořník a cibulový koláč        | James Widdoes | námět: Susan McMartin a Anne Flett-Giordano scénář: Nick Bakay, Sheldon Bull a Britté Anchor                 | 16. listopadu 2017 | 27. prosince 2018 |
| 92           | 4         | Fancy Crackers and Giant Women              | Krekry Ritz a přerostlý ženský           | James Widdoes | námět: Warren Bell a Marco Pennette scénář: Chuck Lorre, Eddie Gorodetsky a Gemma Baker                      | 23. listopadu 2017 | 27. prosince 2018 |
| 93           | 5         | Poodle Fuzz and a Twinge of Jealousy        | Pudlochlupová a osten žárlivosti         | James Widdoes | námět: Marco Pennette a Anne Flett-Giordano scénář: Alissa Neubauer a Adam Chase                             | 30. listopadu 2017 | 28. prosince 2018 |
| 94           | 6         | Smooth Jazz and a Weird Floaty Eye          | Jazzík a divné šilhavé oko               | James Widdoes | námět: Eddie Gorodetsky a Susan McMartin scénář: Nick Bakay, Sheldon Bull a Britté Anchor                    | 7. prosince 2017   | 28. prosince 2018 |
| 95           | 7         | Too Many Hippies and Huevos Rancheros       | Na pomoc kamarádce                       | James Widdoes | námět: Nick Bakay a Susan McMartin scénář: Eddie Gorodetsky, Gemma Baker a Warren Bell                       | 14. prosince 2017  | 29. prosince 2018 |
| 96           | 8         | An Epi-Pen and a Security Cat               | Vánoční překvapení                       | James Widdoes | námět: Warren Bell, Adam Chase a Alissa Neubauer scénář: Nick Bakay, Marco Pennette a Anne Flett-Giordano    | 21. prosince 2017  | 29. prosince 2018 |
| 97           | 9         | Teenage Vampires and a White Russian        | Rodinu si nevybíráš                      | James Widdoes | námět: Nick Bakay a Alissa Neubauer scénář: Sheldon Bull, Anne Flett-Giordano a Michael Shipley              | 4. ledna 2018      | 30. prosince 2018 |
| 98           | 10        | A Bear and a Bladder Infection              | Medvěd a zánět močáku                    | James Widdoes | námět: Eddie Gorodetsky, Marco Pennette a Britté Anchor scénář: Gemma Baker, Adam Chase a Susan McMartin     | 11. ledna 2018     | 30. prosince 2018 |
| 99           | 11        | Bert and Ernie and a Blessing of the People | Bert a Ernie a požehnání lidem           | James Widdoes | námět: Marco Pennette, Michael Shipley a Britté Anchor scénář: Adam Chase, Alissa Neubauer a Susan McMartin  | 18. ledna 2018     | 31. prosince 2018 |
| 100          | 12        | Push-Down Coffee and a Working Turn Signal  | Kafe z presovače a funkční blinkry       | James Widdoes | námět: Chuck Lorre a Nick Bakay scénář: Eddie Gorodetsky a Gemma Baker                                       | 1. února 2018      | 31. prosince 2018 |
| 101          | 13        | Pudding and a Screen Door                   | Pudink a síťové dveře                    | James Widdoes | námět: Eddie Gorodetsky, Adam Chase a Susan McMartin scénář: Nick Bakay, Gemma Baker a Britté Anchor         | 1. března 2018     | 1. ledna 2019     |
| 102          | 14        | Charlotte Brontë and a Backhoe              | Charlotte Brontéová a traktorové rypadlo | James Widdoes | námět: Marco Pennette, Adam Chase a Susan McMartin scénář: Nick Bakay, Warren Bell a Britté Anchor           | 8. března 2018     | 1. ledna 2019     |
| 103          | 15        | Esta Loca and a Little Klingon              | Pomatená ženská a klingonština           | Lea Thompson  | námět: Sheldon Bull a Susan McMartin scénář: Alissa Neubauer, Anne Flett-Giordano a Michael Shipley          | 29. března 2018    | 2. ledna 2019     |
| 104          | 16        | Eight Cats and the Hat Show                 | Osm koček a klobouková show              | James Widdoes | námět: Nick Bakay, Alissa Neubauer a Adam Chase scénář: Eddie Gorodetsky, Gemma Baker a Warren Bell          | 5. dubna 2018      | 2. ledna 2019     |
| 105          | 17        | Crazy Snakes and a Clog to the Head         | Šílení hadi a polenem do hlavy           | James Widdoes | námět: Susan McMartin a Anne Flett-Giordano scénář: Nick Bakay, Sheldon Bull a Michael Shipley               | 12. dubna 2018     | 3. ledna 2019     |
| 106          | 18        | Spaghetti Sauce and a Dumpster Fire         | Omáčka na špagety a kalamita             | James Widdoes | námět: Gemma Baker a Susan McMartin scénář: Anne Flett-Giordano a Michael Shipley                            | 19. dubna 2018     | 3. ledna 2019     |
| 107          | 19        | A Taco Bowl and a Tubby Seamstress          | Taco salát a obtloustlá švadlena         | James Widdoes | námět: Nick Bakay, Marco Pennette a Warren Bell scénář: Eddie Gorodetsky, Adam Chase a Alissa Neubauer       | 26. dubna 2018     | 4. ledna 2019     |
| 108          | 20        | Ocular Fluid and Fighting Robots            | Nitrooční tekutina a bojující roboti     | James Widdoes | námět: Gemma Baker, Adam Chase a Anne Flett-Giordano scénář: Sheldon Bull, Michael Shipley a Britté Anchor   | 3. května 2018     | 4. ledna 2019     |
| 109          | 21        | Phone Confetti and a Wee Dingle             | Pochybné konfety a pidi pinďa            | James Widdoes | námět: Warren Bell, Marco Pennette a Susan McMartin scénář: Eddie Gorodetsky, Nick Bakay a Alissa Neubauer   | 10. května 2018    | 5. ledna 2019     |
| 110          | 22        | Diamond Earrings and a Pumpkin Head         | Diamantové náušnice a makovička          | James Widdoes | námět: Eddie Gorodetsky, Sheldon Bull a Susan McMartin scénář: Warren Bell, Marco Pennette a Alissa Neubauer | 10. května 2018    | 5. ledna 2019     |

### Šestá řada (2018–2019)
| Č. v seriálu | Č. v řadě | Název                                      | Český název                  | Režie                | Scénář | Premiéra v USA     | Premiéra v ČR   |
| ------------ | --------- | ------------------------------------------ | ---------------------------- | -------------------- | --- | ------------------ | --------------- |
| 111          | 1         | Pre-Washed Lettuce and a Mime              | Svatba a škola               | James Widdoes        | námět: Nick Bakay, Gemma Baker a Alissa Neubauer scénář: Warren Bell, Marco Pennette a Adam Chase             | 27. září 2018      | 26. března 2020 |
| 112          | 2         | Go-Go Boots and a Butt Cushion             | Okurky a nakládačky          | James Widdoes        | námět: Warren Bell a Britté Anchor scénář: Gemma Baker, Alissa Neubauer a Sheldon Bull                        | 4. října 2018      | 27. března 2020 |
| 113          | 3         | Ambulance Chasers and a Babbling Brook     | Škola a svatba a nový bar    | James Widdoes        | námět: Gemma Baker a Alissa Neubauer scénář: Warren Bell, Sheldon Bull a Britté Anchor                        | 11. října 2018     | 27. března 2020 |
| 114          | 4         | Big Sauce and Coconut Water                | Borkyně a kokosová vod       | James Widdoes        | námět: Nick Bakay, Sheldon Bull a Susan McMartin scénář: Anne Flett-Giordano, Michael Shipley a Britté Anchor | 18. října 2018     | 27. března 2020 |
| 115          | 5         | Flying Monkeys and a Tank of Nitrous       | Žal nemá pravidla            | James Widdoes        | námět: Marco Pennette, Anne Flett-Giordano a Michael Shipley scénář: Nick Bakay, Adam Chase a Susan McMartin  | 25. října 2018     | 28. března 2020 |
| 116          | 6         | Cottage Cheese and a Weird Buzz            | Kérky a prachy               | James Widdoes        | námět: Nick Bakay, Adam Chase a Susan McMartin scénář: Marco Pennette, Anne Flett-Giordano a Michael Shipley  | 1. listopadu 2018  | 28. března 2020 |
| 117          | 7         | Puzzle Club and a Closet Party             | Puzzle klub a mejdan v šatně | James Widdoes        | námět: Sheldon Bull a Britté Anchor scénář: Gemma Baker, Warren Bell a Alissa Neubauer                        | 8. listopadu 2018  | 28. března 2020 |
| 118          | 8         | Jell-O Shots and the Truth about Santa     | Dcery, matky, babičky        | James Widdoes        | námět: Susan McMartin a Anne Flett-Giordano scénář: Gemma Baker, Adam Chase a Sheldon Bull                    | 15. listopadu 2018 | 29. března 2020 |
| 119          | 9         | Pork Loin and a Beat Up Monte Carlo        | Velký den                    | James Widdoes        | námět: Warren Bell a Alissa Neubauer scénář: Nick Bakay, Marco Pennette a Britté Anchor                       | 29. listopadu 2018 | 29. března 2020 |
| 120          | 10        | Flamingos and a Dance-Based Exercise Class | Cigareta                     | James Widdoes        | námět: Gemma Baker, Adam Chase a Susan McMartin scénář: Sheldon Bull, Anne Flett-Giordano a Michael Shipley   | 6. prosince 2018   | 29. března 2020 |
| 121          | 11        | Foot Powder and the Barrelworks Pirates    | Vánoční překvapení           | James Widdoes        | námět: Marco Pennette, Alissa Neubauer a Britté Anchor scénář: Nick Bakay, Warren Bell a Susan McMartin       | 13. prosince 2018  | 30. března 2020 |
| 122          | 12        | Hacky Sack and a Beautiful Experience      | Zázračné objetí              | James Widdoes        | námět: Sheldon Bull a Anne Flett-Giordano scénář: Gemma Baker, Adam Chase a Michael Shipley                   | 10. ledna 2019     | 30. března 2020 |
| 123          | 13        | Big Floor Pillows and a Ball of Fire       | Abstinence po kalifornsku    | James Widdoes        | námět: Warren Bell, Adam Chase a Michael Shipley scénář: Nick Bakay, Susan McMartin a Anne Flett-Giordano     | 17. ledna 2019     | 30. března 2020 |
| 124          | 14        | Kalamazoo and a Bad Wedge of Brie          | Luxusní gril a zkažený sýr   | James Widdoes        | námět: Nick Bakay, Warren Bell a Susan McMartin scénář: Marco Pennette, Alissa Neubauer a Britté Anchor       | 31. ledna 2019     | 31. března 2020 |
| 125          | 15        | Sparkling Banter and a Failing Steel Town  | První rande                  | James Widdoes        | námět: Alissa Neubauer a Britté Anchor scénář: Gemma Baker, Marco Pennette a Adam Chase                       | 14. února 2019     | 31. března 2020 |
| 126          | 16        | Skippy and the Knowledge Hole              | Těžká zkouška                | James Widdoes        | námět: Gemma Baker a Marco Pennette scénář: Alissa Neubauer, Sheldon Bull a Britté Anchor                     | 21. února 2019     | 31. března 2020 |
| 127          | 17        | A Dark Closet and Therapy with Horses      | Terapie                      | James Widdoes        | námět: Sheldon Bull, Anne Flett-Giordano a Michael Shipley scénář: Nick Bakay, Warren Bell a Susan McMartin   | 7. března 2019     | 1. dubna 2020   |
| 128          | 18        | Soup Town and a Little Blonde Mongoose     | Rodičovské povinnosti        | Rebecca Ancheta Blum | námět: Gemma Baker, Adam Chase a Sheldon Bull scénář: Anne Flett-Giordano, Michael Shipley a Britté Anchor    | 4. dubna 2019      | 1. dubna 2020   |
| 129          | 19        | Lumbar Support and Old Pork                | Rodina je rodina             | James Widdoes        | námět: Nick Bakay, Warren Bell a Maria Espada Pearce scénář: Marco Pennette, Alissa Neubauer a Susan McMartin | 18. dubna 2019     | 1. dubna 2020   |
| 130          | 20        | Triple Dip and an Overhand Grip            | Dvojité rande                | James Widdoes        | námět: Marco Pennette, Alissa Neubauer a Michael Shipley scénář: Nick Bakay, Sheldon Bull a Susan McMartin    | 25. dubna 2019     | 2. dubna 2020   |
| 131          | 21        | Finger Guns and a Beef Bourguignon         | Stará kára, nový job         | James Widdoes        | námět: Gemma Baker, Britté Anchor a Chelsea Myers scénář: Warren Bell, Anne Flett-Giordano a Adam Chase       | 2. května 2019     | 2. dubna 2020   |
| 132          | 22        | Crazy Hair and a Teeny Tiny Part of Canada | Svatba                       | James Widdoes        | námět: Warren Bell, Michael Shipley a Britté Anchor scénář: Gemma Baker, Adam Chase a Anne Flett-Giordano     | 9. května 2019     | 2. dubna 2020   |

### Sedmá řada (2019–2020)
| Č. v seriálu | Č. v řadě | Název                                     | Český název                              | Režie                | Scénář | Premiéra v USA     | Premiéra v ČR  |
| ------------ | --------- | ----------------------------------------- | ---------------------------------------- | -------------------- | --- | ------------------ | -------------- |
| 133          | 1         | Audrey Hepburn and a Jalapeño Pepper      | Svatební cesta                           | James Widdoes        | námět: Gemma Baker, Britté Anchor a Robin Morrison scénář: Warren Bell, MAlissa Neubauer a Adam Chase           | 26. září 2019      | 2. března 2021 |
| 134          | 2         | Pop Pop and a Puma                        | Taťulda a puma                           | James Widdoes        | námět: Marco Pennette, Sheldon Bull a Susan McMartin scénář: Nick Bakay, Ilana Wernick a Anne Flett-Giordano    | 3. října 2019      | 2. března 2021 |
| 135          | 3         | Goat Yogurt and Ample Parking             | Nebuď jako Christy                       | James Widdoes        | námět: Marco Pennette, Sheldon Bull a Susan MacMartin scénář: Anne Flett-Giordano, Nick Bakay a Ilana Wernick   | 10. října 2019     | 2. března 2021 |
| 136          | 4         | Twirly Flippy Men and a Dirty Bird        | Zkroucení panďuláci a nestydatost        | James Widdoes        | námět: Marco Pennette, Ilana Wernick a Anne Flett-Giordano scénář: Sheldon Bull, Susan McMartin a Chelsea Myers | 17. října 2019     | 3. března 2021 |
| 137          | 5         | Fake Bacon and a Plan to Kill All of Us   | Nepravá slanina a plán nás všechny zabít | James Widdoes        | námět: Gemma Baker a Adam Chase scénář: Warren Bell, Alissa Neubauer a Britté Anchor                            | 24. října 2019     | 3. března 2021 |
| 138          | 6         | Wile E. Coyote and a Possessed Doll       | Takoví jsme byli                         | Rebecca Ancheta Blum | námět: Marco Pennette, Susan McMartin a Anne Flett-Giordano scénář: Nick Bakay, Sheldon Bull a Ilana Wernick    | 7. listopadu 2019  | 3. března 2021 |
| 139          | 7         | Pork Butt and a Mall Walker               | Harmonie dvou párů                       | James Widdoes        | námět: Nick Bakay, Sheldon Bull a Ilana Wernick scénář: Marco Pennette, Susan McMartin a Anne Flett-Giordano    | 14. listopadu 2019 | 4. března 2021 |
| 140          | 8         | Hot Butter and Toxic Narcissism           | Pečené brambory a toxický narcisismus    | James Widdoes        | námět: Alissa Neubauer a Adam Chase scénář: Gemma Baker, Warren Bell a Britté Anchor                            | 21. listopadu 2019 | 4. března 2021 |
| 141          | 9         | Tuna Florentine and a Clean Handoff       | Florentský tuňák a nerozlitá moč         | James Widdoes        | námět: Warren Bell, Ilana Wernick a Anne Flett-Giordano scénář: Nick Bakay, Susan McMartin a Britté Anchor      | 5. prosince 2019   | 4. března 2021 |
| 142          | 10        | Higgledy-Piggledy and a Cat Show          | Halabala a výstava koček                 | James Widdoes        | námět: Warren Bell a Britté Anchor scénář: Gemma Baker, Alissa Neubauer a Adam Chase                            | 12. prosince 2019  | 5. března 2021 |
| 143          | 11        | One Tiny Incision and a Coffin Dress      | Dárkyně orgánů                           | James Widdoes        | námět: Sheldon Bull, Ilana Wernick a Susan McMartin scénář: Nick Bakay, Marco Pennette a Anne Flett Giordano    | 9. ledna 2020      | 5. března 2021 |
| 144          | 12        | Silly Frills and a Depressed Garden Gnome | Zahradní trpaslík v depresi a kvašení    | James Widdoes        | námět: Gemma Baker a Marco Pennette scénář: Alissa Neubauer, Adam Chase a Sheldon Bull                          | 16. ledna 2020     | 5. března 2021 |
| 145          | 13        | Dammit Sandra and Viking Ancestors        | Sakra Sandro a vikingská krev            | James Widdoes        | námět: Nick Bakay, Susan McMartin a Britté Anchor scénář: Warren Bell, Ilana Wernick a Anne Flett-Giordano      | 30. ledna 2020     | 6. března 2021 |
| 146          | 14        | Cheddar Cheese and a Squirrel Circus      | Čedar a veverčí cirkus                   | James Widdoes        | námět: Alissa Neubauer a Sheldon Bull scénář: Gemma Baker, Marco Pennette a Adam Chase                          | 6. února 2020      | 6. března 2021 |
| 147          | 15        | Somebody's Grandmother and the A-List     | Něčí babička a první třída               | James Widdoes        | námět: Gemma Baker a Adam Chase scénář: Marco Pennette, Alissa Neubauer a Sheldon Bull                          | 13. února 2020     | 6. března 2021 |
| 148          | 16        | Judy Garland and a Sexy Troll Doll        | Zmražená vajíčka                         | Betsy Thomas         | námět: Alissa Neubauer, Adam Chase scénář: Gemma Baker, Marco Pennette a Sheldon Bull                           | 20. února 2020     | 7. března 2021 |
| 149          | 17        | Beef Baloney Dan and a Sarcastic No       | Mletý hovězí pro Dana a sarkastické ne   | James Widdoes        | námět: Warren Bell, Anne Flett-Giordano a Britté Anchor scénář: Nick Bakay, Ilana Wernick a Susan McMartin      | 5. března 2020     | 7. března 2021 |
| 150          | 18        | A Judgy Face and Your Grandma's Drawers   | Trable s hlídáním                        | James Widdoes        | námět: Gemma Baker a Marco Pennette scénář: Alissa Neubauer, Adam Chase a Sheldon Bull                          | 12. března 2020    | 7. března 2021 |
| 151          | 19        | Texas Pete and a Parking Lot Carnival     | Chilli omáčka a pouť u silnice           | James Widdoes        | námět: Nick Bakay, Warren Bell a Susan McMartin scénář: Anne Flett-Giordano, Britté Anchor a Robyn Morrison     | 2. dubna 2020      | 8. března 2021 |
| 152          | 20        | Big Sad Eyes and an Antique Hot Dog       | Psí oči a starožitný hotdog              | James Widdoes        | námět: Adam Chase, Sheldon Bull a Anne Flett-Giordano scénář: Nick Bakay, Susan McMartin a Britté Anchor        | 16. dubna 2020     | 8. března 2021 |